# Kadašman-Enlil I.
Kadašman-Enlil I., na izvinih napisih mka-dáš-man-dEN.LÍL, je bil kasitski kralj Babilonije, ki je vladal okoli  1374 pr. n. št. do  1360 pr. n. št. (srednja kronologija),  * ni znano, † ni znano.
Bil je sin kralja Kurigalzuja I. in sodobnik egipčanskega faraona Amenhotepa III. (Osemnajsta dinastija),  s katerim se je dopisoval (Amarnska pisma EA 1 do EA 5). Dopisovanje ga v večini standardnih kronologij zanesljivo umešča v prvo polovico 14. stoletja pr. n. št.

## Dopisovanje z Egiptom
|             |     |    |
| \| \| \| \| |     |    |
|             |     |    |
| V30         | C10 | N5 |

| V30 | C10 | N5 |

|             |     |    |
| \| \| \| \| |     |    |
|             |     |    |
| V30         | C10 | N5 |

| V30 | C10 | N5 |

V prvem pismu (EA 1) Amenhotep III. Kadašman-Enlilu zagotavlja, da njegova sestra, hči Kurigalzuja I., ni umrla in ni bila izgnana v oddaljen harem kot nižja konkubina in se zahvaljuje za ponudbo, da bi mu Kadašman-Enlil za ženo dal tudi eno od svojih hčera.
Amenhotep III. Kadašman-Enlilu predlaga, naj v Egipt pošlje kamuruja (verjetno evnuha), ki bo prepoznal njegovo sestro, in ne dveh odposlancev, kakršna mu je poslal. Amenhotep enega od njiju opisuje kot  oslovskega pastirja. Besedilo od tu dalje ni povsem čitljivo, zato bi nesrečni oslovski pastir lahko bil tudi vodja karavane, drugi odposlanec pa trgovec. Takšna ničeta, po njegovem mnenju navadna trgovca, ki nista poznala kraljeve družine,  zagotovo nista mogla prepoznati  Kadašman-Enlilove sestre.
V pismu EA 2 Kadašman-Enlil izjavlja, da so njegove hčerke pripravljene za poroko.
V pismu EA 3 Kadašman-Enlil hlini  užaljenost, ker ni bil povabljen na festival isinnu, vendar »svojega brata«  (Amenhotepa III.) kljub temu vabi na svojo inavguracijo: »Moja palača bo na široko odprta. Pridi in jej in pij z mano! Jaz ne bom storil tega, kar si storil ti!«
V pismu EA 4 se Kadašman-Enlil pritožuje Amenhotepu III., ker mu ni dal za ženo eno od svojih hčera in citira, da je v enem od svojih prejšnjih pisem trdil, da »že od nekdaj nobena hčerka egipčanskega kralja ni bila dana za ženo nikomur«. V nadaljevanju ga poziva, da bi moral dobiti vsaj lepo žensko, če ne more dobiti princese. Takoj zatem sledi predlog, da bi za zlato zamenjal eno od svojih hčera, ker potrebuje denar za financiranje velike gradnje, ki jo ima v mislih. Amenhotep mu v pismu EA 5 podrobno navaja seznam daril, ki jih bo dostavil v zameno za Kadašman-Enlilovo hčerko, in dogovor je bil sklenjen.

## Gradnje
Razlikovanje napisov   Kadašman-Enlila I. in  Kadašman-Enlila II., ki je vladal približno sto let kasneje, povzroča velike težave. Zgodovinarji niso enotnega mnenja, katere napise na zgradbah v Isinu in Larsi in opekah s šestnajst vrstic dolgim napisom o obnovi templja Ebabbar za Šamaša je treba pripisati Kadašman-Enlilu I. Napise iz Nipurja, vključno z žigosanimi zidaki iz stopnišča  vzhodnega zigurata in drugod, ki opisujejo delo na Ekurju, Enlilovi »Gorski hiši«, štiri popisane fragmente kamnitih plošč iz rdečega žilastega alabastra,  petvrstični napis na fragmentu votivne kameje iz ahata, kamnit graviran tečaj vrat itd. se delno lahko pripišejo enemu ali drugemu kralju.

## Dolžina vladanja
Gospodarska tablica,  datirana v »15. leto (vladanja) Kadašman-Enlila, mesec Tašrītu, 18. dan«,  se zaradi bolj arhaičnega jezika in mnenja, da Kadašman-Enlil II. ni vladal več kot devet let, pripisuje Kadašman-Enlilu I. in ne njegovemu nasledniku.  Na neki drugi tablici sta omenjeni prvo leto Burnaburiaševega vladanja  in 15. leto vladanje njegovega predhodnika, za katerega se domneva, da je bil Kadašman-Enlil I.
Nasledil ga je sin Burnaburiaš II., kar potrjuje napis na nepravilno oblikovanem bloku lapisa lazuli, odkritega v Nipurju. Tudi on je egipčanskemu faraonu napisal več pisem (EA 6 – EA 11), ki spadajo v fundus Amarnskih pisem.

## Napisi
1. Valjast pečat No. 42.619, Walters Art Museum, Baltimore.
2. ↑  Valjast pečat No. 42.619, Walters Art Museum, Baltimore.
3. ↑  Tablet EA 1: The Pharaoh complains to the Babylonian King, BM 029784, Britanski muzej, CDLI ORACC transliteracija Arhivirano 2018-01-11 na Wayback Machine.
4. ↑  Tablet EA 2, Proposals of Marriage,  VAT 00148 + VAT 02706,  Vorderasiatisches Museum Berlin,  CDLI ORACC transliteracija Arhivirano 2018-12-03 na Wayback Machine.
5. ↑  Tablet EA 3, Marriage, grumblings, a palace-opening, C. 4743, Kairski muzej, CDLI ORACC transliteracija Arhivirano 2018-12-03 na Wayback Machine.
6. ↑  Tablet EA 4, Royal deceit and threats, VAT 01657, Vorderasiatisches Museum, CDLI, ORACC Transliteration Arhivirano 2018-12-03 na Wayback Machine.
7. ↑  Tablet EA 5, Gifts of Egyptian furniture for the Babylonian palace, BM 029787 v Britanskem muzeju  + Kairo 4744, CDLI ORACC transliteracija Arhivirano 2018-12-03 na Wayback Machine..
8. ↑  Na primer opeka L. 7078 v  İstanbul Arkeoloji Müzeleri.
9. ↑  Slabs CBS 19911-19914 v University Museum, University of Pennsylvania.
10. ↑  Votive fragment CBS 8674 v University Museum, Philadelphia.
11. ↑  Door socket BM 121192 v British Museum.
12. ↑  Tablet Ni. 437, Nipurska zbirka v İstanbul Arkeoloji Műzeleri.
13. ↑  Block BE I 68 i 5-15 v İstanbul Arkeoloji Műzeleri.